# Benjamin Contee

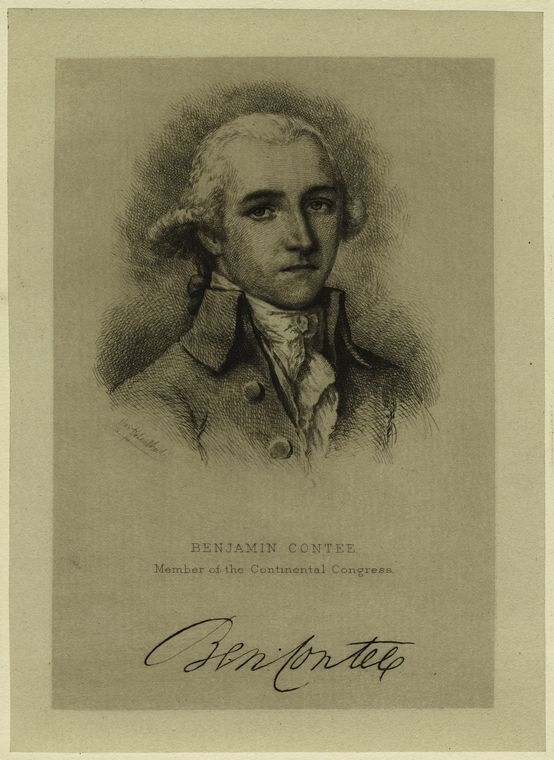
Benjamin Contee

Benjamin Contee (* 1755 bei Nottingham, Prince George’s  County, Province of Maryland; † 30. November 1815 im Charles County, Maryland) war ein US-amerikanischer Politiker. Zwischen 1789 und 1791 vertrat er den Bundesstaat Maryland im US-Repräsentantenhaus.

## Werdegang
Benjamin Contee war der Onkel von Alexander Contee Hanson (1786–1819), der den Staat Maryland in beiden Kammern des Kongresses vertrat. Er war außerdem ein Großonkel des Kongressabgeordneten Thomas Contee Worthington (1782–1847). Contee besuchte private Schulen. Beim Ausbruch der Amerikanischen Revolution schloss er sich dieser Bewegung an und wurde Offizier in der Kontinentalarmee. Dabei brachte er es bis zum Hauptmann einer Einheit aus Maryland. Nach dem Krieg schlug er eine politische Laufbahn ein. Zwischen 1785 und 1787 saß er im Abgeordnetenhaus von Maryland: im Jahr 1788 gehörte er dem Kontinentalkongress an. Politisch stand er in Opposition zum künftigen Präsidenten George Washington (Anti-Administration-Fraktion).
Bei den Kongresswahlen des Jahres 1789 wurde Contee im dritten Wahlbezirk von Maryland in das damals noch in New York tagende US-Repräsentantenhaus gewählt, wo er am 4. März 1789 sein neues Mandat antrat. Da er im Jahr 1790 auf eine weitere Kandidatur verzichtete, konnte er bis zum 3. März 1791 nur eine Legislaturperiode im Kongress absolvieren.
Nach dem Ende seiner Zeit im US-Repräsentantenhaus bereiste Contee verschiedene europäische Länder. Dabei begann er ein Theologiestudium, das er nach seiner Rückkehr in die Vereinigten Staaten fortsetzte. Im Jahr 1803 wurde er zum Geistlichen der Episcopal Church ordiniert. Danach wurde er Pastor in Port Tobacco Village im Charles County. Außerdem fungierte er als Vorsitzender Richter des Vormundschaftsgerichts für Waisenkinder in diesem Bezirk. Benjamin Contee starb am 30. November 1815.